# Tony Fisher (diseñador de rompecabezas)
Tony Fisher es un diseñador de rompecabezas británico especializado en la creación de rompecabezas de rotación personalizados. Los entusiastas del cubing lo reconocen como un pionero en la creación de nuevos diseños de rompecabezas y nuevas técnicas de fabricación. En 2017, el Libro Guinness de los Récords Mundiales reconoció a Fisher como el creador del cubo de Rubik más grande del mundo.

## Carrera
Fisher es a la vez coleccionista y diseñador de rompecabezas. Compró por primera vez un cubo de Rubik en 1980 cuando se lanzó por primera vez en el Reino Unido. Él ideó su propia solución para resolverlo. Fisher comenzó a crear rompecabezas en 1981, cuando modificó dos cubos de Rubik existentes uniéndolos a lo largo de un borde para crear un nuevo dispositivo llamado cubo siamés. Este ha sido acreditado como el primer ejemplo de un “rompecabezas rotacional modificado hecho a mano”.
En 1995, Fisher modificó aún más el diseño del rompecabezas rotacional convencional cambiando sus planos de corte para crear un cubo de 3x3x4. Tres años más tarde, se utilizó una técnica similar para construir el primer cuboide de 3x4x4 completamente funcional del mundo que requirió una estructura más compleja de piezas de borde y esquina. Esta invención se adaptó aún más en la creación de rompecabezas de 2x2x3, 2x3x4, 3x3x5, 4x4x5 y 5x5x6. Otra técnica, desarrollada inicialmente por Geert Hellings , redondeó la pieza central de un cubo convencional de 4x4x4 para crear capas giratorias adicionales para un 2x2x4 uniforme, 6x6x6 y un 2x2x6 no uniforme. Tony Fisher adaptó esta idea para crear un gigante de 2x2x6 que tenía cubos proporcionales (cuadrados). [1] En 2008, cuando el V-cube 6 entró en producción, Tony Fisher comenzó a pensar en construir cuboides de 5x5x6 o 5x6x6 completamente funcionales. En junio de 2009, terminó de crear el primer cuboide de 5x5x6 completamente funcional del mundo, que se realizó modificando el V-cube 6 interno redondeando parcialmente algunas de las capas y cubriendo este núcleo móvil con cubos de 15 mm. La idea de 5x6x6 se abandonó porque, como Tony Fisher vio en el 5x5x6, los tallos de las esquinas del cuboide de 5x5x6 ya tenían un grosor fraccionario. Fisher's Golden Cubes , inicialmente pensado para ser lanzado como Millennium Cube , comenzó su producción a principios de la década de 2000. Creado modificando Skewb , es el primer ejemplo de un rompecabezas rotacional que presenta un solo esquema de color, lo que requiere que el solucionador restaure la forma del cubo sin la ayuda visual de tener colores separados para cada lado. El Cubo Dorado se considera la contribución más inusual de Fisher al diseño de nuevos rompecabezas combinados, y ha sido producido en masa por Uwe Meffert.
A los rompecabezas de cubo y bola superpuestos en un cubo les siguió el uso del mecanismo modificado de un cubo Eastsheen 4x4x4, y en 2007 el rompecabezas Hexaminx , una versión cúbica del Megaminx para el cual Fisher ha utilizado nuevas técnicas de fabricación que involucran resinas de poliuretano para hacer el pequeño extensiones como una sola pieza sólida.
Desde 1981, Fisher ha diseñado y elaborado alrededor de 100 rompecabezas basados en diferentes mecanismos. Además de fabricar rompecabezas, también trabajó para el consejo del condado de Suffolk como arqueólogo. En 2021, Tony Fisher creó algunos juegos de ajedrez con rompecabezas retorcidos. Cada figura de ajedrez actuaba como un 2x2x2 con algunas vendas. En 2022 presentó el “Floppy diskette cube”, fabricado con un “material muy extraño”.

### Récord mundial Guinness
A principios de 2016 construyó el cubo de Rubik más grande del mundo, y le llevó un total de 156 horas construirlo en su garaje. Medía 1,57 metros de altura y pesaba 100 kilogramos. Publicó un video acelerado que muestra cómo pasó dos días trabajando para resolver el enorme rompecabezas.
En 2017, el Libro Guinness de los Récords reconoció a Fisher como el creador del cubo de Rubik más grande del mundo, que medía 1,57 m de largo, creado en 2016.

### Otros cubo novedosos
En junio de 2016, Fisher también creó el cubo de Rubik en funcionamiento más pequeño del mundo, que medía solo 5,6 milímetros de cada lado.
En diciembre de 2017 presentó un cubo de Rubik hecho con un 95% de hielo. Sus otras creaciones incluyen un cubo de Rubik hecho de velas; uno elaborado con queso; y uno hecho de chocolate.

### hilandero inquieto
En junio de 2017 presentó el fidget spinner más grande del mundo (en ese momento). La ruleta tenía un diámetro de más de 3,3 metros y tardó 40 horas en construirla. [cita requerida]

## Diseños de rompecabezas
Se pueden encontrar ejemplos de los diseños de rompecabezas de Fisher en el Museo del Rompecabezas, incluidos su cubo cilíndrico, su cubo dorado, su prisma hexagonal, su octaminx truncado y su octaedro truncado.